# Bradley Whitford
Bradley Whitford (* 10. října 1959 Madison, Wisconsin) je americký herec.
Vystudoval angličtinu a divadelnictví na Wesleyan University. V televizi se poprvé objevil roku 1985 v epizodní roli v seriálu The Equalizer, ve filmu debutoval o rok později (snímek Dead as a Doorman). Na Broadwayi začal hrát v roce 1990 v inscenaci A Few Good Men od dramatika Aarona Sorkina. V 90. letech se objevil např. ve filmech Čas probuzení (1990), Vůně ženy (1992), Philadelphia (1993), Múza (1999) či Andrew – člen naší rodiny (1999). Roku 1998 působil v sitcomu The Secret Lives of Men, v letech 1999–2005 hrál v seriálu Západní křídlo. Za svůj výkon v této show získal roku 2001 cenu Emmy. Dále hrál např. v seriálech Studio 60 (2006–2007), Polda a polda (2010) či Trophy Wife (2013–2014) a ve filmech, jako jsou Kate a Leopold (2001), Víno roku (2008), Chata v horách (2012), CBGB: Kolébka punku (2013), Zachraňte pana Bankse (2013), Uteč (2017), Akta Pentagon: Skrytá válka (2017), Ničitelka (2018) a Volání divočiny (2020).